# Wykopaliska stratygraficzne
Wykopaliska stratygraficzne – jest to jedna z dwóch metod eksploracji stanowiska archeologicznego. Polega na usuwaniu warstw archeologicznych zgodnie z ich układem i konturami. 
Warstwy są usuwane w kolejności odwrotnej do tej w jakiej powstawały. Historia stanowiska jest odsłaniana od czasów najnowszych do czasów najdawniejszych.
Archeolodzy posługują się tą metodą prowadzenia wykopalisk, kiedy tylko możliwe jest rozróżnienie warstw. Warstwy archeologiczne mają różne kształty, niejednakową miąższość oraz różny przebieg. Warstwy często są zaburzone, przemieszane przez działalność człowieka. Prowadzenie badań tą metodą jest pracochłonne i żmudne, przynosi jednak najlepsze efekty.